# Don Redman
Donald Matthew Redman, född den 29 juli 1900 i Piedmont, Mineral County, West Virginia, död den 30 november 1964 i New York var en amerikansk jazzmusiker (klarinett, saxofon), sångare, bandledare och kompositör. 1923 blev han medlem i Fletcher Henderson's Orchestra och 1927 värvades han till McKinney's Cotton Pickers som bandets musikaliske ledare. 1931 lämnade han McKinney's (och tog med sig flera bandmedlemmar) och startade ett eget band på Connie's Inn i New York. 1940 upplöste han sin orkester och började arbeta för storband på freelancebas (bland annat för Count Basie och Jimmy Dorsey).